# Cristina di Sassonia (1505-1549)
Cristina di Sassonia (Dresda, 25 dicembre 1505 – Kassel, 15 aprile 1549) è stata una nobile tedesca e per matrimonio langravia d'Assia. Fu la reggente d'Assia dal 1547 al 1549.

## Famiglia
Era figlia di Giorgio, duca di Sassonia, detto "il Barbuto", e della moglie Barbara Jagellona. I suoi nonni paterni erano Alberto, duca di Sassonia e Sidonia di Boemia, mentre i suoi nonni materni erano Casimiro IV, re di Polonia e di Elisabetta d'Austria.

## Matrimonio
L'11 dicembre 1523 a Kassel, si sposò con Filippo I, langravio d'Assia, detto "il Magnanimo ". Il matrimonio venne organizzato per dare forza all'alleanza tra Assia e Sassonia, ma fu infelice; il marito affermava  che  fosse molto esigente  e condivise il suo letto con la moglie solo per il dovere.
La coppia ebbe dieci figli:
- Agnese (31 maggio 1527 – 4 novembre 1555); il 9 gennaio 1541, a Marburgo, sposò Maurizio I, Elettore di Sassonia; in seconde nozze sposò, il 26 maggio 1555 a Weimar, il duca Giovanni Federico II di Sassonia;
- Anna d'Assia (26 ottobre 1529 – 10 luglio 1591); il 24 febbraio 1544 sposò il conte Volfango del Palatinato-Zweibrücken;
- Guglielmo IV d'Assia-Kassel (24 giugno 1532 – 25 agosto 1592);
- Filippo Ludovico: morì in giovane età nel 1535;
- Barbara d'Assia (8 aprile 1536 – 8 giugno 1597); sposò il duca Giorgio I di Württemberg a Reichenweier il 10 settembre 1555; fu suo secondo marito il conte Daniele di Waldeck, sposato a Kassel l'11 novembre 1568;
- Luigi IV d'Assia-Marburgo (27 maggio 1537 – 9 ottobre 1604);
- Elisabetta d'Assia (13 febbraio 1539 – 14 marzo 1582); l'8 luglio 1560 sposò Ludovico VI del Palatinato;
- Filippo II d'Assia-Rheinfels (22 aprile 1541 – 20 novembre 1583);
- Cristina d'Assia (29 giugno 1543 – 13 maggio 1604); sposò a Gottorp, il 17 dicembre 1564, il duca Adolfo di Holstein-Gottorp;
- Giorgio I d'Assia-Darmstadt (10 settembre 1547 – 7 febbraio 1596).

Il marito, Filippo d'Assia, ebbe altri nove bambini da Margarethe von der Saale, che tuttavia non comparve mai a corte. Durante la prigionia di Filippo nel 1547-49, Cristina fu reggente in collaborazione con il figlio. Dopo il suo ritorno, tuttavia, Filippo stabilì che non potesse essere reggente dopo la sua morte, per timore che danneggiasse la sua altra famiglia.

## Morte
Cristina morì il 15 aprile 1549. Venne sepolta accanto al marito a Kassel.

## Ascendenza
|                         |                       |                                | Genitori                      |  |  | Nonni |  |  | Bisnonni                |  |  | Trisnonni              |  |
|                         |                       |                                |                               |  |  |       |  |  | Federico II di Sassonia |  |  | Federico I di Sassonia |  |
|                         |                       |                                |                               |  |  |       |  |  | Federico II di Sassonia |  |  | Federico I di Sassonia |  |
|                         |                       | Caterina di Brunswick-Lüneburg |                               |  |  |       |  |  | Federico II di Sassonia |  |  |                        |  |
| Alberto III di Sassonia |                       |                                |                               |  |  |       |  |  | Federico II di Sassonia |  |  |                        |  |
|                         |                       | Margherita d'Austria           | Ernesto I d'Asburgo           |  |  |       |  |  |                         |  |  |                        |  |
|                         |                       | Margherita d'Austria           | Ernesto I d'Asburgo           |  |  |       |  |  |                         |  |  |                        |  |
|                         |                       | Margherita d'Austria           | Cimburga di Masovia           |  |  |       |  |  |                         |  |  |                        |  |
| Giorgio di Sassonia     |                       | Margherita d'Austria           |                               |  |  |       |  |  |                         |  |  |                        |  |
|                         |                       | Giorgio di Boemia              | Vittorino I di Poděbrady      |  |  |       |  |  |                         |  |  |                        |  |
|                         |                       | Giorgio di Boemia              | Vittorino I di Poděbrady      |  |  |       |  |  |                         |  |  |                        |  |
|                         |                       | Giorgio di Boemia              | Anna di Wartenberg            |  |  |       |  |  |                         |  |  |                        |  |
| Sidonia di Boemia       |                       | Giorgio di Boemia              |                               |  |  |       |  |  |                         |  |  |                        |  |
|                         |                       | Cunegonda di Sternberg         | Smil di Sternberg             |  |  |       |  |  |                         |  |  |                        |  |
|                         |                       | Cunegonda di Sternberg         | Smil di Sternberg             |  |  |       |  |  |                         |  |  |                        |  |
|                         |                       | Cunegonda di Sternberg         | Barbara di Pardubice          |  |  |       |  |  |                         |  |  |                        |  |
| Cristina di Sassonia    |                       | Cunegonda di Sternberg         |                               |  |  |       |  |  |                         |  |  |                        |  |
|                         | Ladislao II Jagellone | Algirdas                       |                               |  |  |       |  |  |                         |  |  |                        |  |
|                         | Ladislao II Jagellone | Algirdas                       |                               |  |  |       |  |  |                         |  |  |                        |  |
|                         | Ladislao II Jagellone | Uliana di Tver'                |                               |  |  |       |  |  |                         |  |  |                        |  |
| Casimiro IV di Polonia  | Ladislao II Jagellone |                                |                               |  |  |       |  |  |                         |  |  |                        |  |
|                         |                       | Sofia Alšėniškė                | Andrea Olshansky              |  |  |       |  |  |                         |  |  |                        |  |
|                         |                       | Sofia Alšėniškė                | Andrea Olshansky              |  |  |       |  |  |                         |  |  |                        |  |
|                         |                       | Sofia Alšėniškė                | Alexandra Drucka              |  |  |       |  |  |                         |  |  |                        |  |
| Barbara Jagellona       |                       | Sofia Alšėniškė                |                               |  |  |       |  |  |                         |  |  |                        |  |
|                         |                       | Alberto II d'Asburgo           | Alberto IV d'Asburgo          |  |  |       |  |  |                         |  |  |                        |  |
|                         |                       | Alberto II d'Asburgo           | Alberto IV d'Asburgo          |  |  |       |  |  |                         |  |  |                        |  |
|                         |                       | Alberto II d'Asburgo           | Giovanna di Baviera-Straubing |  |  |       |  |  |                         |  |  |                        |  |
| Elisabetta d'Asburgo    |                       | Alberto II d'Asburgo           |                               |  |  |       |  |  |                         |  |  |                        |  |
|                         |                       | Elisabetta di Lussemburgo      | Sigismondo di Lussemburgo     |  |  |       |  |  |                         |  |  |                        |  |
|                         |                       | Elisabetta di Lussemburgo      | Sigismondo di Lussemburgo     |  |  |       |  |  |                         |  |  |                        |  |
|                         |                       | Elisabetta di Lussemburgo      | Barbara di Cilli              |  |  |       |  |  |                         |  |  |                        |  |
|                         |                       | Elisabetta di Lussemburgo      |                               |  |  |       |  |  |                         |  |  |                        |  |